# Pavel R. Pokorný
Pavel R. Pokorný (27. května 1947, Praha – 5. března 2014, Praha) byl český knihovník, archivář, heraldik a genealog, zabýval se též dějinami knihtisku.

## Život
V letech 1962 až 1965 studoval na katedře knihovnictví fakulty sociálních věd a publicistiky Univerzity Karlovy, doktorát obhájil na filosofické fakultě stejné univerzity roku 1975. V letech 1974–1982 pracoval v oddělení rukopisů a vzácných tisků Univerzitní knihovny v Praze, v letech 1983 až 1989 v Archivu Národního muzea, a to v období jeho dislokace na Pohořelci za vedení dr. Aleše Chalupy, a po restitucích církevního majetku v roce 1990 zakotvil jako knihovník v Strahovské knihovně řádu premonstrátů.
Dlouhodobě bojoval s následky dětské obrny a roztroušenou sklerózou. Poté, co se jeho onemocnění zhoršilo, odešel do předčasného důchodu. V roce 1990 se stal členem Řádu lazariánů a věnoval se charitě.

## Odborná činnost
Pavel R. Pokorný patřil spolu s Pavlem Palátem (1941–2018) k zakladatelům České genealogické a heraldické společnosti v Praze a České vexilologické společnosti. Patřil také k předním badatelům v oboru novodobé české heraldiky a sfragistiky. Publikoval na toto téma řadu článků, podílel se také na přípravě výstav Národního muzea, např. napsal katalog výstavy Autografy historických osobností (1988). V 90. letech navrhoval znaky pro české církevní představitele, například pražské biskupy a arcibiskupy. Jeho první monografie v oboru církevní heraldiky, vyšla roku 1992 pod názvem Biskupové Čech, Moravy a Slezska po roce 1918 a jejich znaky. Výzkum historické církevní heraldiky spolu s Milanem J. Bubnem uzavřeli vydáním Encyklopedie českých a moravských pomocných (světících) biskupů, se supplementem sídelních biskupů, která vyšla roku 2014 v nakladatelství Libri. V letech 1996–2014 Pokorný spolupracoval na Almanachu českých šlechtických rodů.
Byl znám jako polyhistor s výbornou pamětí a pomocník mnoha badatelů. Řada jeho heraldických badatelských úkolů tak zůstala uložena v pracích jiných autorů, zatímco Pavel R. Pokorný publikoval spíše jen dílčí studie. K syntetickému knižnímu dílu se již nepohyblivý Pavel v závěru života nedostal.